# 大鶴駅
大鶴駅（おおつるえき）は、大分県日田市大字大肥にある、JR九州バスが運行を行っている日田彦山線BRT（BRTひこぼしライン）のバス停留所である。
九州旅客鉄道（JR九州）日田彦山線の鉄道駅でもあるが、2017年（平成29年）に発生した九州北部豪雨の影響により、鉄道駅は休止中の扱いである。

## 歴史

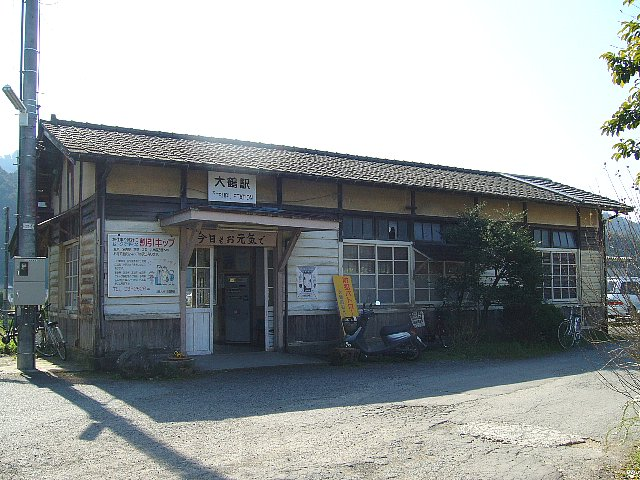
旧駅舎（2006年4月）

- 1937年（昭和12年）8月22日：彦山線夜明駅 - 宝珠山駅間の開通に伴い、開業[4]。
- 1962年（昭和37年）10月1日：貨物取扱廃止[6]。
- 1971年（昭和46年）2月20日：業務委託駅となる[7]。
- 1984年（昭和59年）
  - 2月1日：荷物扱い廃止[6]。
  - 2月15日：無人化[5][8]。
- 1987年（昭和62年）4月1日：国鉄分割民営化に伴い、九州旅客鉄道（JR九州）の駅となる[9]。
- 2010年（平成22年）4月18日：新駅舎が落成[5][10]。
- 2017年（平成29年）7月5日：平成29年7月九州北部豪雨の影響により鉄道路線ごと休止、代行バスは駅から北西に離れた国道211号沿いの個人商店付近の代行輸送停留所に発着したが[11]、後に駅舎前から発着するようになった[12]。
- 2023年（令和5年）8月28日：添田駅 - 久大本線の日田駅間で日田彦山線BRT（BRTひこぼしライン）の運行を開始。元の駅から北西に離れた国道211号上に乗降場が設けられた。

## 駅構造
当駅前後は一般道走行区間であり、国道211号上に駅が設けられている。日田方面の歩道には、木材で酒枡を表現した待合ブースが設置されている。一方の添田方面は、駅サインのみのシンプルなものになっている。
2017年に鉄道が運行を休止した後、代行バスの運行開始当初は、BRTの駅から約70mほど離れた上り方に停車場所が設置された。その後、鉄道駅の前に乗り入れる形となったが、BRT開業後は再び国道上が乗降地点となっている。
鉄道休止前は、単式ホーム1面1線を有する地上駅であった。
1984年（昭和59年）に無人駅化されていた。古い木造駅舎が残っていたが、2010年（平成22年）4月18日に新たな木造駅舎が落成した。BRTの運行開始以降も現存する。

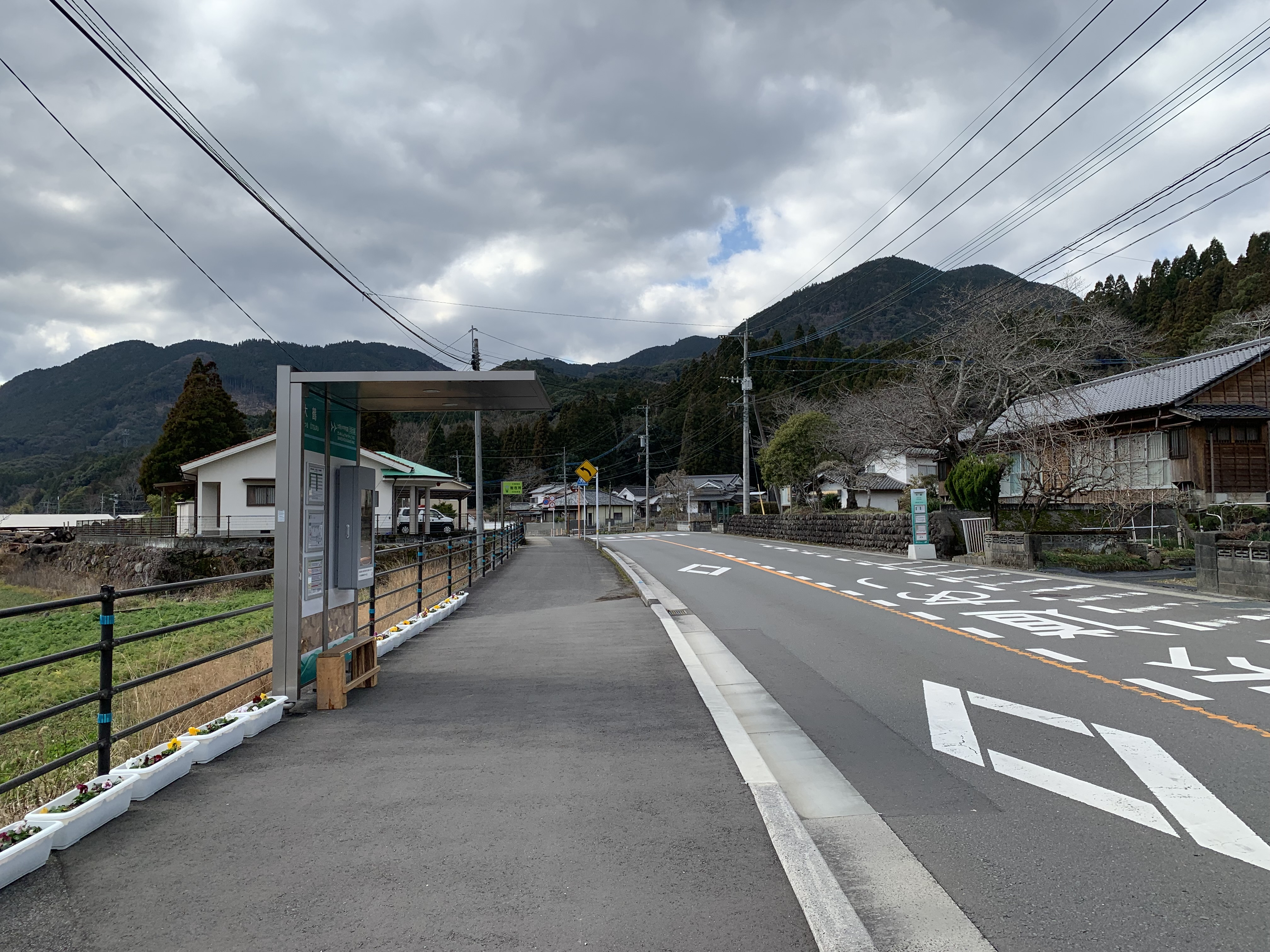
BRTのりば（日田方面）。右奥に添田方面のりば。

## 利用状況
1965年（昭和40年）度には乗車人員が141,965人（定期外:38,059人、定期:103,906人）、降車人員が144,934人で、手荷物（発送:171個、到着:102個）や小荷物（発送:864個、到着:1,037個）も取り扱っていた。
2014年（平成26年）度の乗車人員は10,935人（定期外:5,211人、定期:5,724人）、降車人員は10,418人である。
| 年度               | 年間 乗車人員 | 定期外 乗車人員 | 定期 乗車人員 | 一日平均 乗車人員* | 年間 降車人員 | 出典              |
| ------------------ | ------------- | --------------- | ------------- | ------------------ | ------------- | ----------------- |
| 1965年（昭和40年） | 141,965       | 38,059          | 103,906       | -                  | 144,934       | [ 15 ]            |
| -                  | -             | -               | -             | -                  | -             | -                 |
| 1990年（平成2年）  | 30,063        | 2,723           | 27,340        | -                  | 30,982        | [ 17 ]            |
| 1991年（平成3年）  | 39,511        | 14,071          | 25,440        | -                  | 30,791        | [ 18 ]            |
| 1992年（平成4年）  | 41,426        | 14,491          | 26,935        | -                  | 41,279        | [ 19 ]            |
| 1993年（平成5年）  | 43,623        | 14,436          | 29,187        | -                  | 43,473        | [ 20 ]            |
| 1994年（平成6年）  | 46,501        | 13,875          | 32,626        | -                  | 47,140        | [ 21 ]            |
| 1995年（平成7年）  | 45,993        | 11,849          | 34,144        | -                  | 48,076        | [ 22 ]            |
| 1996年（平成8年）  | 40,802        | 11,193          | 29,609        | -                  | 43,098        | [ 23 ]            |
| 1997年（平成9年）  | 39,338        | 11,120          | 28,218        | -                  | 40,674        | [ 24 ]            |
| 1998年（平成10年） | 35,491        | 10,278          | 25,213        | -                  | 36,215        | [ 25 ]            |
| 1999年（平成11年） | 26,002        | 2,728           | 23,274        | -                  | 32,049        | [ 26 ]            |
| 2000年（平成12年） | 33,186        | 10,513          | 22,673        | 91                 | 27,685        | [ 27 ]            |
| 2001年（平成13年） | 35,687        | 12,974          | 22,713        | 98                 | 31,605        | [ 28 ]            |
| 2002年（平成14年） | 33,557        | 12,921          | 20,636        | 92                 | 31,037        | [ 29 ]            |
| 2003年（平成15年） | 32,783        | 12,715          | 20,068        | 90                 | 30,255        | [ 30 ]            |
| 2004年（平成16年） | 29,381        | 10,920          | 18,461        | 81                 | 26,997        | [ 31 ]            |
| 2005年（平成17年） | 29,381        | 10,920          | 18,461        | 81                 | 26,997        | [ 32 ]            |
| 2006年（平成18年） | 26,493        | 10,312          | 16,181        | 73                 | 24,491        | [ 33 ]            |
| 2007年（平成19年） | 24,865        | 9,857           | 15,008        | 68                 | 22,773        | [ 34 ]            |
| 2008年（平成20年） | 23,051        | 9,479           | 13,572        | 63                 | 20,665        | [ 35 ]            |
| 2009年（平成21年） | 17,765        | 5,051           | 12,714        | 49                 | 19,481        | [ 36 ] [ 注釈 1 ] |
| 2010年（平成22年） | 16,725        | 5,109           | 11,616        | 46                 | 16,703        | [ 38 ] [ 注釈 1 ] |
| 2011年（平成23年） | 15,399        | 4,665           | 10,734        | 42                 | 15,762        | [ 39 ] [ 注釈 1 ] |
| 2012年（平成24年） | 12,877        | 4,525           | 8,352         | 35                 | 13,361        | [ 40 ] [ 注釈 1 ] |
| 2013年（平成25年） | 9,871         | 4,812           | 5,059         | 27                 | 10,169        | [ 41 ] [ 注釈 1 ] |
| 2014年（平成26年） | 10,935        | 5,211           | 5,724         | 30                 | 10,418        | [ 16 ] [ 注釈 1 ] |

- 一日平均乗車人員は年間乗車人員の値を各年度の日数で割った値。

## 駅周辺
鉄道が休止となり、BRT駅が国道上に設けられたため使用されなくなった駅舎について、地元のイベント企画会社がにぎわいの拠点としての活用を検討している。
- 日田市立静修小学校 - 2011年閉校。
- 日田市立大明小学校・日田市立大明中学校 - 日田彦山線BRTでは大明小中学校前駅が最寄りとなる。
- 国道211号

以下の施設等は、日田彦山線BRTでは名本駅が最寄りとなる。
- 大鶴郵便局
- 諸筋橋
- 日田市大鶴振興センター

## 隣の駅
九州旅客鉄道（JR九州）
■日田彦山線（休止中）
宝珠山駅 - 大鶴駅 - 今山駅
JR九州バス・九州旅客鉄道（JR九州）
■日田彦山線BRT（BRTひこぼしライン）
名本駅 - 大鶴駅 - 大明小中学校前駅